# Maria Antonia Colonna

Stemma dei Colonna

Maria Antonia Colonna (Palermo, 23 marzo 1634 – Marino, 5 febbraio 1682) fondatrice del convento delle suore domenicane del Santissimo Rosario di Marino.

## Biografia
Figlia del connestabile Marcantonio V Colonna e della nobildonna siciliana Isabella Gioeni Cardona, dopo il ritorno della famiglia dalla Sicilia a Roma fu sistemata presso l'educandato del monastero di San Silvestro in Capite. Non avrebbe dovuto prendere i voti, ed anzi era già stato combinato il suo matrimonio con un Caetani, principe di Caserta; fu per una coincidenza che entrò nel convento delle suore domenicane dei Santi Domenico e Sisto al Quirinale (attuale largo Magnanapoli), e lì decise di prendere i voti, il 26 aprile 1649, con il nome di suor Maria Isabella. Al nome di battesimo della nonna materna (Antonia Avarna) sostituì perciò il nome religioso della madre Isabella Gioeni.
Nell'anno santo 1675 ottenne il permesso da papa Clemente X di fondare un nuovo convento, che rimanesse nell'ambito dell'ordine domenicano ma fosse caratterizzato da un più rigoroso rigore contemplativo. Il convento fu rapidamente fondato a Marino, feudo della famiglia Colonna, grazie all'interessamento del fratello di Maria Antonia, il duca Lorenzo Onofrio, ed il 22 settembre 1676 suor Maria Isabella poté stabilirvisi.
Suor Maria Isabella rifiutò di diventare superiore della nuova istituzione, come pure le sarebbe spettato; era solita dedicarsi viceversa ai lavori più umili. Morì a seguito di una breve malattia a soli quarantotto anni, nel 1682. Volle essere seppellita nella fossa comune del monastero.
Carlo Bartolomeo Piazza dice di lei: "[...] la prima fondatrice, in cui quasi in florida primavera di Santità fiorise lo Spirito, l'Istituto e la perfezzione [sic] del loro Santo Patriarca".
Altre tre sue sorelle si fecero suore: Maria Alessandra, Maria Girolama e Maria Colomba. Quest'ultima nel 1683 prese il posto della sorella Maria Antonia nel convento di Marino.

## Ascendenza
|                       |               |                         | Genitori                      |  |  | Nonni |  |  | Bisnonni                |  |  | Trisnonni        |  |
|                       |               |                         |                               |  |  |       |  |  | Marcantonio III Colonna |  |  | Fabrizio Colonna |  |
|                       |               |                         |                               |  |  |       |  |  | Marcantonio III Colonna |  |  | Fabrizio Colonna |  |
|                       |               | Anna Borromeo           |                               |  |  |       |  |  | Marcantonio III Colonna |  |  |                  |  |
| Filippo I Colonna     |               |                         |                               |  |  |       |  |  | Marcantonio III Colonna |  |  |                  |  |
|                       |               | Felice Orsina Damasceni | Fabio Damasceni               |  |  |       |  |  |                         |  |  |                  |  |
|                       |               | Felice Orsina Damasceni | Fabio Damasceni               |  |  |       |  |  |                         |  |  |                  |  |
|                       |               | Felice Orsina Damasceni | Maria Felice Mignucci Peretti |  |  |       |  |  |                         |  |  |                  |  |
| Marcantonio V Colonna |               | Felice Orsina Damasceni |                               |  |  |       |  |  |                         |  |  |                  |  |
|                       |               | Girolamo Tomacelli      | Silvestro Tomacelli           |  |  |       |  |  |                         |  |  |                  |  |
|                       |               | Girolamo Tomacelli      | Silvestro Tomacelli           |  |  |       |  |  |                         |  |  |                  |  |
|                       |               | Girolamo Tomacelli      | Barbara Brisac                |  |  |       |  |  |                         |  |  |                  |  |
| Lucrezia Tomacelli    |               | Girolamo Tomacelli      |                               |  |  |       |  |  |                         |  |  |                  |  |
|                       |               | Ippolita Ruffo          | Paolo Ruffo                   |  |  |       |  |  |                         |  |  |                  |  |
|                       |               | Ippolita Ruffo          | Paolo Ruffo                   |  |  |       |  |  |                         |  |  |                  |  |
|                       |               | Ippolita Ruffo          | Diana Carafa                  |  |  |       |  |  |                         |  |  |                  |  |
| Maria Antonia Colonna |               | Ippolita Ruffo          |                               |  |  |       |  |  |                         |  |  |                  |  |
|                       | Tomaso Gioeni | Lorenzo Gioeni          |                               |  |  |       |  |  |                         |  |  |                  |  |
|                       | Tomaso Gioeni | Lorenzo Gioeni          |                               |  |  |       |  |  |                         |  |  |                  |  |
|                       | Tomaso Gioeni | Caterina Cardona        |                               |  |  |       |  |  |                         |  |  |                  |  |
| Lorenzo Gioeni        | Tomaso Gioeni |                         |                               |  |  |       |  |  |                         |  |  |                  |  |
|                       |               | Susanna Beccadelli      | Giberto Beccadelli            |  |  |       |  |  |                         |  |  |                  |  |
|                       |               | Susanna Beccadelli      | Giberto Beccadelli            |  |  |       |  |  |                         |  |  |                  |  |
|                       |               | Susanna Beccadelli      | ?                             |  |  |       |  |  |                         |  |  |                  |  |
| Isabella Gioeni       |               | Susanna Beccadelli      |                               |  |  |       |  |  |                         |  |  |                  |  |
|                       |               | Francesco Avarna        | ?                             |  |  |       |  |  |                         |  |  |                  |  |
|                       |               | Francesco Avarna        | ?                             |  |  |       |  |  |                         |  |  |                  |  |
|                       |               | Francesco Avarna        | ?                             |  |  |       |  |  |                         |  |  |                  |  |
| Antonia Avarna        |               | Francesco Avarna        |                               |  |  |       |  |  |                         |  |  |                  |  |
|                       |               | ? Sacanno               | ?                             |  |  |       |  |  |                         |  |  |                  |  |
|                       |               | ? Sacanno               | ?                             |  |  |       |  |  |                         |  |  |                  |  |
|                       |               | ? Sacanno               | ?                             |  |  |       |  |  |                         |  |  |                  |  |
|                       |               | ? Sacanno               |                               |  |  |       |  |  |                         |  |  |                  |  |